# Pseudodiaptomus terazakii
Pseudodiaptomus terazakii is een eenoogkreeftjessoort uit de familie van de Pseudodiaptomidae. De wetenschappelijke naam van de soort is voor het eerst geldig gepubliceerd in 2006 door Walter, Ohtsuka & Castillo.